# Nadine Kleinert
Nadine Kleinert-Schmitt  (née le 20 octobre 1975 à Magdebourg) est une athlète allemande spécialiste du lancer du poids.

## Carrière
Ses plus grands succès sont des médailles d'argent aux Jeux olympiques d'Athènes et aux championnats du monde en 1999 et championnats du monde en 2001 et 2009. Elle remporte cinq médailles aux mondiaux en plein air, trois en salle.
En 2012, à 36 ans, elle décroche son premier titre international en remportant l'Euro d'Helsinki.
Tout d'abord troisième à Athènes, elle a profité de la disqualification pour dopage de la russe Irina Korzhanenko qui avait remporté le concours.
Elle se démarque grâce à sa façon de lancer, différente des autres lanceurs et lanceuses de poids. Elle ne fait pas un cloche pied arrière ni de rotation, mais elle part de dos et effectue un " Gauche-Droite-Gauche " unique. Elle est la seule à lancer de cette façon sur la scène internationale.
Elle met un terme à sa carrière en 2013.

## Palmarès
| Date | Compétition                       | Lieu          | Résultat | Marque  |
| ---- | --------------------------------- | ------------- | -------- | ------- |
| 1992 | Championnats du monde juniors     | Séoul         | 12e      | 14,10 m |
| 1994 | Championnats du monde juniors     | Lisbonne      | 6e       | 16,70 m |
| 1996 | Championnats d'Europe en salle    | Stockholm     | 5e       | 18,10 m |
| 1997 | Championnats d'Europe espoirs     | Turku         | 1re      | 18,27 m |
| 1997 | Championnats du monde             | Athènes       | 7e       | 18,42 m |
| 1998 | Championnats d'Europe en salle    | Valence       | 5e       | 18,42 m |
| 1998 | Championnats d'Europe             | Budapest      | 6e       | 18,48 m |
| 1998 | Coupe du monde des nations        | Johannesbourg | 6e       | 17,60 m |
| 1999 | Championnats du monde en salle    | Maebashi      | 5e       | 18,51 m |
| 1999 | Coupe d'Europe                    | Paris         | 2e       | 18,47 m |
| 1999 | Championnats du monde             | Séville       | 2e       | 18,47 m |
| 2000 | Championnats d'Europe en salle    | Gand          | 2e       | 19,23 m |
| 2000 | Jeux olympiques                   | Sydney        | 8e       | 18,49 m |
| 2001 | Championnats du monde en salle    | Lisbonne      | 4e       | 18,87 m |
| 2001 | Coupe d'Europe                    | Brême         | 1re      | 19,30 m |
| 2001 | Championnats du monde             | Edmonton      | 2e       | 19,86 m |
| 2002 | Championnats d'Europe             | Munich        | 6e       | 18,68 m |
| 2003 | Championnats du monde             | Paris         | 7e       | 18,48 m |
| 2003 | Finale mondiale                   | Monaco        | 6e       | 18,15 m |
| 2004 | Championnats du monde en salle    | Budapest      | 3e       | 19,05 m |
| 2004 | Coupe d'Europe                    | Bydgoszcz     | 3e       | 18,44 m |
| 2004 | Jeux olympiques                   | Athènes       | 2e       | 19,55 m |
| 2004 | Finale mondiale                   | Monaco        | 4e       | 17,97 m |
| 2005 | Coupe d'Europe                    | Florence      | 2e       | 18,89 m |
| 2005 | Championnats du monde             | Helsinki      | 3e       | 19,07 m |
| 2005 | Finale mondiale                   | Monaco        | 5e       | 18,46 m |
| 2006 | Championnats du monde en salle    | Moscou        | 2e       | 19,64 m |
| 2006 | Championnats d'Europe             | Göteborg      | 5e       | 18,47 m |
| 2006 | Finale mondiale                   | Stuttgart     | 5e       | 19,18 m |
| 2007 | Championnats du monde             | Osaka         | 2e       | 19,77 m |
| 2007 | Finale mondiale                   | Stuttgart     | 2e       | 19,36 m |
| 2008 | Jeux olympiques                   | Pékin         | 5e       | 19,01 m |
| 2008 | Finale mondiale                   | Stuttgart     | 2e       | 19,42 m |
| 2009 | Championnats d'Europe par équipes | Leiria        | 1re      | 19,59 m |
| 2009 | Championnats du monde             | Berlin        | 2e       | 20,20 m |
| 2009 | Finale mondiale                   | Thessalonique | 4e       | 19,05 m |
| 2010 | Championnats du monde en salle    | Doha          | 3e       | 19,34 m |
| 2010 | Championnats d'Europe             | Barcelone     | 5e       | 18,94 m |
| 2011 | Championnats d'Europe par équipes | Stockholm     | 1re      | 17,81 m |
| 2011 | Championnats du monde             | Daegu         | 7e       | 19,26 m |
| 2012 | Championnats du monde en salle    | Istanbul      | 4e       | 19,29 m |
| 2012 | Championnats d'Europe             | Helsinki      | 1re      | 19,18 m |
| 2012 | Jeux olympiques                   | Londres       | 12e      | 18,36 m |

## Records
| Épreuve         | Épreuve   | Marque  | Lieu   | Date         |
| --------------- | --------- | ------- | ------ | ------------ |
| Lancer du poids | Plein air | 20,20 m | Berlin | 16 août 2009 |
| Lancer du poids | En salle  | 19,64 m | Moscou | 12 mars 2006 |